# Milagros Bidegain
María Milagros Bidegain Baztarrika (Rentería, 6 de junio de 1922-San Sebastián, 23 de diciembre de 2006) fue una directora de la Biblioteca y Archivo de la Diputación Foral de Guipúzcoa y miembro de la Real Academia de la Lengua Vasca, que destacó por su labor en el impulso de la lengua y la literatura vascas.

## Biografía
Su padre, Severiano Bidegain Urigoitia, de Rentería, era carnicero de profesión. Su madre, Dorotea Barkaiztegi Esnal, de Pasajes de San Pedro, también trabajó en la carnicería familiar.
Cursó sus estudios primarios en el colegio de las Hijas de la Cruz e hizo el bachiller en el instituto Peñaflorida de San Sebastián, tras lo cual consiguió el título de maestra en la Escuela de Magisterio de San Sebastián, en el curso 1940-1941.
Se licenció en Filosofía y Letras en Oviedo y en Zaragoza cursó la especialidad de Historia (según Lasarte 2009). Sin embargo, otra fuente (Sarasola 2007) afirma que se preparaba por su cuenta, y se examinaba por libre en la Universidad de Valladolid, donde obtuvo la licenciatura en Filosofía y Letras, en la especialidad de Latín.

### Trayectoria profesional
Fue cofundadora de una academia en la casa Txantrea, en Irún. Continuó trabajando como profesora de historia, latín y literatura en las Hijas de la Cruz, en Rentería, en el Colegio Santa Ana de Zarautz y en la Academia, en Irún. Posteriormente fue profesora de latín en el Instituto Peñaflorida de San Sebastián, al mismo tiempo que impartía clases gratuitas de euskera en las instalaciones de la Diputación.
En 1967 consiguió por oposición la plaza de responsable de la Biblioteca y Archivo de la Diputación Foral de Guipúzcoa, donde trabajó hasta su jubilación en 1987. En ese mismo año, 1967, fue nombrada miembro correspondiente de la Real Academia de la Lengua Vasca.
Por otro lado, junto con Luis María Bereziartua, hacía el programa Charlas con los baserritarras en Radio San Sebastián, en euskera y castellano, que versaba temas diversos de interés para los baserritarras.

## Obras
- Bidegain, María Milagros. 1967. «Textos Vascos Antiguos. Crónica». Anuario Del Seminario De Filología Vasca "Julio De Urquijo" 1 (marzo):179-95. https://doi.org/10.1387/asju.7201.[5]
- Bidegain, Mª Milagros; Mitxelena, Koldo. 1954. Las Escrituras apócrifas de Andramendi. En: Anuario Del Seminario De Filología Vasca "Julio De Urquijo".[6]
- Bidegain, María Milagros. 1955. Nombres vascos de plantas [Bibliografía]. Anuario Del Seminario De Filología Vasca "Julio De Urquijo", I, (1955, 1).[7]
- Bidegain, Milagros; Mitxelena, Koldo; Arocena, Fausto. 1955 “Bibliografía” bilduma bat.[3]

## Premios y reconocimientos
- Miembro del jurado de los premios “Ciudad de Irun”,[3] por la sección "poesía en euskera", entre 1970 y 1975.[8][9]
- Miembro correspondiente de Euskaltzaindia-Real Academia de la Lengua Vasca (Nombrada 27-01-1967).[3]
- Vocal del jurado del Premio Nacional de Literatura  «José María de Iparraguirre» hasta 1975[10] (1968[11])[12]
- 2009 Homenaje de Euskaltzaindia a los académicos fallecidos.[2][13]